# Bres
Nella mitologia irlandese, Bres (anche Eochaid Bres o Eochu Bres =  Eochaid il Bello; fl. XIX-XV secolo a.C.) fu un re dei Túatha Dé Danann.
Suo padre era Elatha, principe dei Fomoriani e di Ériu. Fu un sovrano impopolare e favorì i Fomoriani.

## Mitologia
Nella prima battaglia di Mag Tuired, re Nuada dei Túatha Dé Danann perse la mano. Dato che ora non era più perfetto, non poteva più essere re. Visti i buoni rapporti tra Fomoriani e Tuatha Dé Danann, Bres divenne re supremo d'Irlanda e sposò Brigid dei Tuatha de Danann. Bres fece dei Tuatha Dé Danann dei tributari dei Fomoriani, facendo lavorare i primi come schiavi: Ogma fu costretto a trasportare legna da ardere e Dagda a realizzare trincee attorno ai forti. La rabbia e la protesta cominciò a serpeggiare tra i Tuatha Dé Danann e il loro poeta Cairbre compose un poema graffiante contro di lui, che fu la prima opera satirica d'Irlanda. Da quel momento le cose per Bres precipitarono. Dopo aver regnato in pace per sette anni, Bres fu spodestato e sul trono fu rimesso Nuada, che aveva rimpiazzato la sua mano con una d'argento realizzata da Dian Cecht e Creidhne. Bres fu esiliato e si recò dal padre a chiedere aiuto per riconquistare il potere. Elatha lo portò allora a chiedere aiuto a Balor, un altro leader fomoriano. Ne seguì la seconda 
battaglia di Magh Tuireadh, ma fu sconfitto. Fu però risparmiato da Lugh.